# Valletta
Valletta (malteško Belt Valletta ali italijansko Città Umilissima), imenovana tudi "mesto trdnjava" in "mesto, ki so ga zgradili gospodje za gospode", je glavno mesto republike Malte ter upravno in trgovsko središče malteških otokov. Število prebivalcev je okoli 5800, širše urbano območje pa okoli 480.134.
Mesto ima zelo bogato zgodovino, mnogo zanimivih utrdb in palač in je na seznamu Unescove svetovne kulturne dediščine. Najpomembnejše zgradbe so sostolnica svetega Janeza Krstnika, ki je nekdanja samostanska cerkev malteškega viteškega reda, palača Auberge de Castille (Kastiljska hiša), v kateri je bila rezidenca kastiljske skupnosti reda malteških vitezov, zdaj pa je v njej sedež predsednika vlade, Palača velikega mojstra, v kateri je sedež malteškega parlamenta, Narodni muzej, mestno obzidje in utrdbe, od katerih je najbolj znana utrdba svetega Elma.

## Ime
Mesto so začeli graditi vitezi malteškega reda leta 1566 in so ga poimenovali Humillissima Civitas Valletta – najponižnejše mesto, zaradi mogočnega obzidja, bastijonov in lepih baročnih zgradb pa so ga kmalu začeli imenovati tudi Superbissima – veličastna. Maltežani so ga imenovali preprosto Il-Belt, kar pomeni "mesto". 

## Mestna uprava
Na čelu mestnega sveta Vallette je od leta 2008 župan Alexiei Dingli iz Nacionalne stranke (PN), ki je članica združenja evropskih ljudskih strank. Iz iste stranke je tudi večina mestnih svetnikov.

## Geografija
Valletta leži na ozkem polotoku Xiberras na vzhodni obali otoka Malta. Mesto obdajata dva globoka zaliva: Marsamxett na severu in Grand Harbour na jugu. Gospodarsko pomembnejše je Grand Harbour, v katerem sta trgovsko pristanišče in terminal za potniške ladje.

## Zgodovina
Ivanovci, danes bolj znani kot vitezi malteškega viteškega reda, so se po padcu Rodosa leta 1522 nekaj let selili po Evropi, dokler niso leta 1530 od sicilskega kralja Karla V. dobili v trajen zakup malteško otočje in dele libijske obale. Še naprej so se bojevali proti muslimanom, predvsem proti berberskim piratom, in kmalu postali trn v peti osmanskega cesarstva. Sultan Sulejman Veličastni je zato leta 1565 nadnje poslal vojsko okrog 40.000 vojakov. Začelo se je obleganje, ki je trajalo od 18. maja do 11. septembra, ko so se oblegovalci umaknili.
Med obleganjem so se pokazale vse slabosti obrambnega sistema, zato so malteški vitezi sklenili, da zgradijo novo mesto in ga primerno utrdijo. Idejo sta podprla papež Pij V. in španski kralj Filip II. in obljubila finančno pomoč. Temeljni kamen novega mesta je 28. marca 1566 postavil veliki mojster malteškega viteškega reda Jean Valettski. Mesto je projektiral Francesco Lapparelli, načrte za najpomembnejše zgradbe (Sacra infermeria, sostolnica svetega Janeza, palača velikega mojstra in sedem rezidenc malteških vitezov) je izdelal malteški vojaški arhitekt Girolamo Cassar. Gradbena dela so se začela marca 1566. Najprej so zgradili obzidje, obrambne bastijone in cerkev Gospe zmage, v naslednjih petnajstih letih pa še vse preostale pomembne zgradbe. Mesto so v čast velikemu mojstru imenovali Valletta.
Veliki mojster Jean Valettski je leta 1568 umrl. Nasledil ga je Pietro del Monte, ki je dela nadaljeval z nezmanjšano zagnanostjo in že leta 1571 so vitezi prenesli svoj sedež iz Vittoriose (Birguja) na južni obali Velikega pristanišča v novo prestolnico. Valletta je do konca 16. stoletja postala veliko mesto, kamor so se zaradi trgovine in varnosti začeli seliti prebivalci z obeh otokov, stara malteška prestolnica Mdina je izgubila velik del svojega vpliva. 
Po odhodu malteških vitezov leta 1798 in kratkotrajni vladavini Francozov (1798–1800) so otočju zavladali Angleži. V tem času je Valletta dobila širša mestna vrata, nekaj novih in obnovljenih zgradb in mestno infrastrukturo. Med drugo svetovno vojno je bil med letalskimi napadi velik del mesta poškodovan in porušen. Mesto so po vojni obnovili in mu vrnili prvotni videz.

## Mestne znamenitosti
Na ulicah in trgih Vallette naletimo na arhitekturo od zgodnjega 16. stoletja do sodobne arhitekture. Mesto je s svojo izjemno zbirko cerkva, palač in utrdb osrednje kulturno središče Malte in priljubljen cilj turistov z vsega sveta.

### Cerkve
V Valletti je kljub majhni površini (0,8 km2) več kot 25 cerkev. 
Prva zgradba, ki so jo zgradili v Valletti, je bila prav cerkev, ki so jo v čast zmage nad Turki imenovali cerkev Gospe zmage. Njeno gradnjo je odobril veliki mojster Jean de la Cassière. Zgradili so jo v letih 1573–1578 po načrtih arhitekta Girolama Cassarja. Prvotno je bila tudi samostanska cerkev reda malteških vitezov. V njej je bil pokopan veliki mojster reda Jean Parisot de la Valette, ko so zgradili sostolnico svetega Janeza Krstnika, pa so ga prenesli tja. 
Cerkev svetega Frančiška Asiškega (San Franġisk t'Assisi) so začeli graditi leta 1598 in jo dokončali leta 1607. Nekaj deset let kasneje so na cerkvi odkrili konstrukcijsko napako, zato so je leta 1681 zgradili znova. Na pročelju je grb velikega mojstra Gregorija Carafe, ki je bil pokrovitelj gradnje.
Župnijska cerkev svetega Avguština  (il-Knisja ta' Santu Wistin) je ena najstarejših cerkva v Valletti. Zgrajena je bila leta 1571 po načrtih in pod nadzorom Girolama Cassarja, uradnega arhitekta malteških vitezov. Cerkev je bila leta 1756 prezidana po načrtih Giuseppeja Bonnicija. Župnijska cerkev je postala leta 1968.
Leta 1692 je malteški jezuit Andrea odprl konzervatorij za dekleta. Od malteških vitezov in bogatih meščanov je dobil cerkev Kristusa Odrešenika  (Kristu Redentur), ki je bolj znana kot cerkev večnega čaščenja in je del iste zgradbe. Jezuitska cerkev (il-Knisja tal-Ġiswiti) je ena najstarejših v Valletti in ena največjih v škofiji. 
V stolni cerkvi Brodoloma svetega Pavla (San Pawl tal-Ħġejjeġ) je lesen kip apostola Pavla iz leta 1657. Izdelal ga je Melchiorre Gafà, brat Lorenza Gafe, ki je leta 1680 cerkev prezidal. 10. februarja, na obletnico Pavlovega brodoloma, je vsako leto procesija, na kateri nosijo Pavlov kip po ulicah Vallette.
Frančiškanska cerkev svete Marije je med domačini zelo priljubljena in bolj znana kot Ta' Ġieżu. Cerkev so zgradili jezuiti na zemljišču, ki so ga leta 1571 dobili od mesta. Tudi za to cerkev je naredil načrte Girolamo Cassar. Fasado so leta 1680 prenovili.

### Sostolnica svetega Janeza
Gradnjo samostanske cerkve reda malteških vitezov je leta 1572 odobril veliki mojster Jean de la Cassière. Graditi so jo začeli že naslednje leto in jo dokončali leta 1578. Načrte zanjo je naredil malteški vojaški arhitekt Girolamo Cassar. 
Ime sostolnica je dobila kasneje, ko je njen ugled dosegel ugled nadškofove stolnice v Mdini. Leta 1820 je zato malteški nadškof dovolil, da se cerkev svetega Janeza Krstnika uporablja kot izbirni sedež malteških škofov.
Cerkev je navzven zelo nevpadljiva, njena notranjost pa je izredno bogato okrašena v baročnem slogu. Okrasje je delo kalabrijskega slikarja Mattie Pretija, ki je bil tudi sam vitez malteškega reda. 
Na vsaki strani cerkvene ladje so po štiri bogato okrašene kapele, ki so pripadale osmim skupnostim malteškega reda: angleško-bavarska, ki je znana kot  kapela relikvij, provansalska (posvečena svetemu Mihaelu), francoska (posvečena spreobrnitvi svetega Pavla), italijanska (posvečena sveti Katarini), nemška (posvečena prazniku Svetih treh kraljev), kapela svetih zakramentov, auvergnska (posvečena svetemu Sebastijanu), aragonska (posvečena svetemu Juriju) ter kastiljska kapela, Leona in Portugalske (posvečena svetemu Jakobu).
Od umetniških del je najpomembnejša Carvaggieva (1571–1610) mojstrovina Obglavljenje svetega Janeza Krstnika, ki jo je umetnik naslikal leta 1608. Obglavljenje je njegova največja slika (3,5 x 5 m) in edina, ki jo je mojster podpisal. Razstavljena je v oratoriju stolnice. Na desni steni oratorija je tudi manjša Caravaggieva slika svetega Hieronima, ki so jo leta 1984 ukradli in čez nekaj mesecev po velikih zapletih vrnili. 
V bližini glavnega vhoda je spomenik velikega mojstra Marc'Antonia Zondadarija iz Siene, ki je bil nečak papeža Aleksandra VII. V stolnici je tudi okrog tristo kamnitih grobnic z bogato okrašenimi nagrobnimi ploščami. Ob njej je muzej z bogato zbirko tapiserij in drugih umetnin.

### Palače
V Valletti je mnogo palač, ki so vredne ogleda. Nekatere palače so bile hoteli oziroma hiše, sedeži, gostišča (auberge) posameznih skupnosti (langue) malteških vitezov, njihove zasebne rezidence ali prebivališča domačih in tujih aristokratov. 
Palača velikih mojstrov je bogato opremljena z dragocenim pohištvom, starimi grbi in orožjem. Najpomembnejša prostora sta nekdanja dvorana vrhovnega sveta malteških vitezov in dvorana ambasadorjev s portreti velikih mojstrov. V palači  so zdaj malteški parlament, urad predsednika države, knjižnica, muzej orožja z izjemno zbirko srednjeveškega in renesančnega orožja, zbirka tapiserij, ki so jih stkali v Franciji za velikega mojstra Ramóna Perellosa y Roccafo,  in freske Michelangelovega učenca Mattea Pereze d'Aleccie. 
Auberge d'Aragon, Aragonska hiša je najstarejša od sedmih rezidenc malteških vitezov, za katere je načrte naredil Girolamo Cassar, in edina, ki je ohranila svojo prvotno podobo. Zgrajena je bila leta 1571. V njej so prebivali vitezi Aragonije, Navare in Katalonije, zdaj pa je del sedeža ministrskega predsednika. 
Auberge de Provence, Provansalska hiša je še ena Cassarjeva mojstrovina. Zgradili so jo v letih 1571–1575. V njej je bil sedež provansalske skupnosti, njen vodja pa je bil po protokolu zakladnik malteškega reda. V letih 1824 do 1952 je bil v njej klub britanskih častnikov, danes pa je v njej Narodni arheološki muzej. 
Auberge de Castille, Kastiljska hiša  (malteško Berġa ta 'Kastilja) je bila zgrajena v 1570-ih za malteške viteze reda svetega Janeza   kastiljske skupnosti, skupnosti Leona in Potugalske. Njihova skupnost je bila ena najvplivnejših in njihov vodja je bil po redovnem protokolu  veliki kancler reda. Vitezi te skupnosti so bili odgovorni za obrambo dela mestnega obzidja, imenovanega bastijon svete Barbare. Prvotno palačo je zgradil malteški arhitekt Girolamo Cassar leta 1574. Leta 1741 so jo med vladanjem Manuela Pinta da Fonseca temeljito prezidali po načrtih Andrea Bellija. Nova zgradba je bila zgrajena v baročnem slogu in je bila imenovana "verjetno najimenitnejša zgradba na Malti". V palači je zdaj sedež malteškega ministrskega predsednika. 
Auberge d’Italie, Italijansko hišo so začeli graditi leta 1574, v 17. stoletju pa so jo temeljito preuredili. V njej je sedež malteškega državnega urada za turizem. 
Auberge de Bavière, Bavarska hiša je bila zgrajena leta 1629 kot zasebna palača. Leta 1784 je prišla v last angleško-bavarske skupnosti, potem pa so bile v njej restavracija za častnike, šola in uradi ministrstev.
Palačo Casa Rocca Grande je zgradil brat Pietro la Rocca, prior samostana svetega Štefana proti koncu 16. stoletja. Kasneje so je pregradili v palači Marina in Messina. V njej je bilo nekaj časa ministrstvo za šolstvo, od leta 1975 pa je v njej sedež Nemško-malteškega krožka. 
Palača Casa Rocca Piccola je ena zadnjih palač, ki je ohranila svojo prvotno podobo in v njej še vedno živi malteško plemstvo – družina de Piro. Palača je odprta za javnost.
V bližini ruševin Kraljeve opere je palača Ferreira, ki ima videz beneških palač. Znana je tudi kot Palazzo Francia, ker je v njej živela družina s tem priimkom, v njej pa je bila prvotno livarna – od tod tudi njeno ime ferreira.
Znana je tudi Palazzo Parisio  iz zgodnjega 18. stoletja, v kateri je stanoval Napoleon Bonaparte, potem ko je 11. junija 1798 na pohodu v Egipt na hitro zavzel tudi Malto. V njej je bila kasneje državna poštna uprava, zdaj pa je v njej ministrstvo Skupnosti narodov za zunanje zadeve.
Palazzo Castellania, Grajska palača  je bila zgrajena leta 1748 po načrtih malteškega arhitekta Francesca Zerafa na kraju, kjer je bilo pred tem civilno in kazensko sodišče. Na fasadi sta kamnita kipa Pravice in Resnice. V palači je ministrstvo za socialno politiko.

### Muzeji
Večina muzejev v Valletti je v starih palačah, ki so v javni lasti. Najpomembnejši so Muzej orožja iz srednjega veka in renesanse v palači Velikih mojstrov, Vojni muzej, ki je posvečen predvsem drugi svetovni vojni, Manoelov gledališki muzej, Narodni muzej likovne umetnosti (Narodna galerija) in Narodni arheološki muzej, ki hrani predmete iz prvih prostostoječih zgradb na svetu, starih okrog 5500 let.
Narodni arheološki muzej je v nekdanji Provansalski hiši (Auberge de Provence). V muzeju so razstavljeni predmeti od prve naselitve otočja (Għar Dalam, 5200 pr. n. št.) do tarxienskega obdobja (Paola, 2500 pr. n. št.): ročno orodje iz obsidijana, "rdeče figurice" iz Skorbe, keramika, predmeti iz kremena, koralde in drugo. V glavni dvorani so klesani kamniti predmeti iz svetišč, oltarni bloki iz Tarxienske dobe, makete templjev in človeške podobe. Posebnost muzeja so kipi "spečih gospa" (Mara Rieqda), ki so jih našli v hipogeju (podzemnici) Ħal-Saflieni in "Malteške venere" iz Ħaġar Qima. 
V bližini arheološkega muzeja je Manoelov gledališki muzej, v katerem so zbrani predmeti in besedila iz bogate malteške gledališke zgodovine. 
V Muzeju orožja je izredno bogata zbirka orožja italijanskega, francoskega, nemškega, španskega in turškega izvora. Sredi 1850-ih let je hotela britanska vlada celotno zbirko prenesti v London, vendar ji zaradi protesta domačinov to ni uspelo. Najslavnejša eksponata sta oklepa velikih mojstrov Martina Garzesa in Alofa de Wignacourta ter številni bogato okrašeni topovi iz brona.
Vojni muzej Malte je v trdnjavi svetega Elma. V zbirki prevladujejo predmeti iz angleškega obdobja po letu 1800 in druge svetovne vojne. Zgodovinsko pomembna je tudi trdnjava sama, ker je med velikim osmanskim obleganjem leta 1565 igrala ključno vlogo. V muzeju je bilo nekdaj trdnjavsko skladišče smodnika, med drugo svetovno vojno pa šola za posadke protiletalskih topov. Najpomembnejši eksponati iz muzejske zbirke so italijanski hitri patruljni čoln, Boforsov protiletalski top, Willisov džip Husky in lovsko letalo Gloucester Gladiator. Razstavljeno je tudi odlikovanje Jurijev križ, s katerim je kralj Jurij VI. odlikoval junaške branilce Malte. 
Muzej Domus Pauli je v prizidku kapitlja cerkve Brodoloma svetega Pavla. V njem so razstavljeni predmeti, ki so povezani s cerkvijo Pavlovega brodoloma, makete, slike, risbe, fotografije in cerkvena oblačila.
Muzej sostolnice svetega Janeza je v zgradbi ob njej. V njem so razstavljena dela srednjeveške in renesančne umetnosti, tapiserije, portreti velikih mojstrov malteškega reda (Jean de la Cassiere, Nicolas Cotoner in Manuel Pinto da Fonseca) in slike, ki so bile pred tem v stranskih kapelah, med njimi tudi  "Sveti Jurij ubija zmaja" Francesca Potenzana. 
Mnogo umetnin iz stolnice in drugih cerkva je zdaj razstavljenih v Narodni galeriji. Slike in skulpture za Narodno galerijo so začeli zbirati na začetku 20. stoletja. V zbirki so številna dela starih mojstrov, od katerih so najbolj znani Pietro Perugino (1450–1523), Vittore Carpaccio (1465–1526) in Mattia Preti (1613–1699). V galeriji so razstavljene tudi številne bronaste in marmorne skulpture malteškega kiparja  Antonija Sciortina (1879–1947) in slike Edwarda Caruana Dinglija (1876–1950).
V Valletti je tudi Muzej igrač, med katerimi je največ corgijev (valižanski ovčar) ter Dinkyjevih in Matchboxovih avtomobilskih modelčkov.

### Gledališča
Manoelovo gledališče (Teatru Manwel) je tretje najstarejše gledališče v Evropi. Gledališče je majhno, saj premore komaj 623 sedežev, ima pa razkošen ovalen avditorij in tri nadstropja lesenih pozlačenih lož. Strop ima obliko kupole.
Kraljevo opero so zgradili leta 1866 po načrtih arhitekta Edwarda Middletona Barryja. Opera je bila med vojno leta 1942 popolnoma porušena. Na prostoru, kjer je stala, se še vedno dogajajo predstave, o njeni ponovni graditvi pa ni še nič dorečeno. 
Gledališke predstave so tudi v starem univerzitetnem gledališču v trdnjavi svetega Jakoba (St. James Cavalier).

### Parki
Zgornje vrtove Barrakka (Il-Barrakka ta' Fuq), s katerih je čudovit razgled na pristanišče, so prvič uredili že leta 1661 kot zasebni park italijanske skupnosti. Za javnost so ga odprli šele leta 1824. Med bombardiranji v drugi svetovni vojni je bil zelo poškodovan.  Ob sprehajalnih poteh so doprsni kipi, kipi in spominske plošče, posvečene pomembnim osebam in dogodkom iz malteške zgodovine. 
Lep razgled na pristanišče in valobran na njenem vhodu je tudi s spodnjih vrtov Barrakka (Il-Barrakka t'Isfel). Pred nami sta kot na dlani trdnjavi Ricasoli in sveti Angelo in palača Bighi v Vittoriosi (Birgu) na južnem bregu zaliva. V parku sta dva pomembna spomenika: prvi je posvečen Aleksandru Ballu, vstajniku proti Francozom (1798) in prvemu guvernerju Malte, drugi pa obleganju Malte leta 1665.
Na vrhu obzidja zahodno od mestnih vrat so Hastingsonovi vrtovi (Ġnien Hastings), od koder je lep razgled na Sliemo, Manoelov otok in zaliv Marsamxett. Park je dobil ime po enem od malteških guvernerjev.

### Utrdbe
Utrdba svetega Elma (Forti Sant’Iermu) stoji na skrajnem koncu polotoka Xiberrras, ki ločuje zaliv Marsamxett od Grand Harbourja. Od sredine 20. stoletja je v trdnjavi policijska akademija, v spodnjih prostorih pa Vojni muzej. Utrdba obvladuje oba zaliva, na njenem mestu pa je že pred prihodom malteških vitezov leta 1530 stal opazovalni stolp. Utrjevanje te strateške točke se je začelo leta 1533. Do leta 1565, ko so Malto napadli Turki, je iz prvotne utrdbe nastala mogočna trdnjava zvezdaste oblike, ki se je uspešno upirala obstreljevanju turškega težkega topništva s severne obale zaliva Marsamxett, kjer je zdaj utrdba Tigne. 
Zaradi stalnih turških groženj in slabosti, ki so se pokazale med velikim obleganjem, so se malteški vitezi odločali, ali naj otok zapustijo ali naj ostanejo in ga poskušajo obnoviti. Veliki mojster Jean Parisot de la Valette je odločil, da ostanejo in je zaprosil za pomoč evropske vladarje. Zelo veliko pomoč je takoj dobil od španskega kralja Filipa II. in papeža Pija V., ki mu je poleg denarja dal na razpolago tudi izkušenega vojaškega arhitekta Francesca Laparellija. Laparellija je leta 1569 nasledil malteški arhitekt Girolamo Cassar, ki je zasnoval Valletto, kakršna je danes.
Laparelli in Cassar sta mestno obzidje postavila na najvišji točki polotoka in južno od mestnih vrat zgradila trdnjavo kavalir svetega Jakoba (Il-Kavallier ta' San Ġakbu) z veliko ploščadjo, na katero sta namestila topove, ki so branili mesto pred napadom s kopnega (iz smeri današnje Floriane). Trdnjava je branila mestna vrata in je bila nevarna tudi za tiste, ki bi se prebili v mesto. Angleži so utrdbo spremenili v menzo za častnike in nato v skladišče hrane. Danes je v utrdbi Center za ustvarjalnost, ki prireja gledališke in glasbene predstave.

### Druge zanimivosti
Na obzidju in bastijonih so na ključnih točkah stražni stolpi. Podobne stolpe so gradili že Feničani, za njimi pa tudi Grki in Rimljani. Stolpi so različni, večinoma okrogli. V njihovi notranjosti so vklesani razni vojaški ali drugačni simboli. Zelo pogost simbol je oko, ki se pojavlja tudi na tradicionalnih malteških ribiških čolnih dgħajsah  in luzzih.    
Mestna vrata (Bieb il-Belt) so že četrta, ki stojijo na vhodu v mesto. Prva vrata, imenovana  Porta San Giorgio, je zgradil vojaški inženir Francesco Laparelli de Carotona. Gradili so jih od aprila 1566 do leta 1569. Leta 1634 so jih nadomestili z razkošnejšimi vrati malteškega arhitekta Tommasa Dinglija. Tretja vrata so postavili na višku angleške moči na Malti leta 1853. Načrt zanje je naredil polkovnik Thompson iz kraljevih inženirskih enot. Vrata so imela dva osrednja in dva manjša stranska loka. Uradno so se imenovala Porta Reale. Maltežani so jim rekli  Putrijal, Angleži pa Kingsway. Današnja vrata so svečano odprli leta 1964 med praznovanji ob razglasitvi neodvisnosti. Njihov italijanski modernistični videz je še vedno sporen. 
V središču mestnega avtobusnega terminala tik pred mestnimi vrati je Tritonov vodnjak. Oblikoval ga je malteški kipar Vincent Apap leta 1959.
Palačo Castellania so leta 1760 zgradili malteški vitezi kot mestno sodišče. Načrte zanjo je po naročilu velikega mojstra Manuela Pinta de Fonseca naredil arhitekt  Francesco Zerafa. Na pročelju stavbe je de Fonescov grb, na balkonu v prvem nadstropju pa kipa Pravice in Resnice sicilskega kiparja Maestra Gianija. Na vogalu zgradbe so ostanki sramotnega stebra, na katerega so privezovali osumljene in obsojene na smrt po Priestovem uporu leta 1775. Nad stebrom je kljuka, ki so jo uporabljali za dvigovanje zvonov, pa tudi za obešanje obsojenih na smrt. 
Valletta Waterfront je del morske obale v Velikem pristanišču v Floriani, na kateri je devetnajst 250 let starih  skladišč, ki jih je dal zgraditi veliki mojster Pinto. Na obali so tudi Fornijeva skladišča iz leta 1626, ki so bila zgrajena po naročilu velikega mojstra de Vilhena. V restavriranih skladiščih so zdaj trgovine, restavracije in zabavišča.
Ena najveličastnejših zgradb v Valletti je nekdanja bolnišnica Sacra Imfermeria, v kateri je zdaj Sredozemski kongresni center. Zgradba stoji v bližini trdnjave svetega Elma na vhodu v pristanišče. Bolnišnico so začeli graditi leta 1574, potem pa so jo večkrat dogradili, nazadnje v letih 1660–1665. Dvorana je dolga 155 metrov in je bila ena največjih v Evropi. Slovela je tudi kot ena najboljših bolnišnic in je lahko naenkrat sprejela do 914 bolnikov. Leta 1676 je veliki mojster Nicholas Cotoner v Infermeriji odprl šolo za anatomijo in kirurgijo, ki je med najstarejšimi v Evropi. Šola je predhodnica sodobne Medicinske šole na Malteški univerzi. Junija 1798 so vodstvo bolnišnice prevzeli Francozi in jo preimenovali v Grand Hopital. Leta 1800 so jo prevzeli Angleži in v njej je bila vse do leta 1918 vojaška bolnišnica.  V letih 1950–1951 je bilo v njej Otroško gledališče, zatem šola, od leta 1978 pa Sredozemski kongresni center.
Začetki Narodne knjižnice, v kateri so shranjeni osebne knjižnice malteških vitezov, arhiv malteškega viteškega reda in arhiva srednjeveških univerz v Mdini in Valletti, segajo v leto 1555. Temelje knjižnice je takrat z odlokom postavil veliki mojster reda Claude de la Sengle: vse knjige, ki so jih našli v zapuščinah pokojnih vitezov, so postale skupna last reda. Knjižnica z uradnim imenom Bibliotheca Publica je postaja javna knjižnica leta 1776 z odlokom, ki ga je sprejel vrhovni svet reda pod predsedstvom velikega mojstra de Rohana. Glavne zbirke knjižnice so zapuščina Louisa Guérina de Tencina. Današnja Narodna knjižnica je dobila svoj sedanji status s sklepom parlamenta leta 1925. Leta 1936 ji je kralj Jurij V. podelil naslov kraljeva in naslednje leto je prevzela arhive reda malteških vitezov. Leta 1976 se je preselila v današnje prostore v Floriani.